# Juillac, Gironde
Juillac (tiếng Occitan: Julhac) là một xã thuộc tỉnh Gironde trong vùng Nouvelle-Aquitaine tây nam nước Pháp.